# 蒋王街道
蒋王街道，是中华人民共和国江苏省扬州市邗江区下辖的一个乡镇级行政单位。

## 行政区划
蒋王街道下辖以下地区：
蒋王社区、和月社区、余林村、何桥村、悦来村和四联村。